# Csermely József
Csermely József (Kunhegyes, 1945. január 3. –) olimpiai- és kétszeres Európa-bajnoki ezüstérmes evezős. 

## Pályafutása
Csermely József 1945. január 3-án született Kunhegyesen. Az 1967-es vichy-i és az 1969-es klagenfurti evezős Európa-bajnokságokon a kormányos nélküli négyes számokban ezüstérmet szerzett. Az 1968-as mexikóvárosi olimpián ezüstérmet szerzett. 1972-es müncheni olimpián tizenharmadik lett.